# Klaus Fick
Klaus Fick (* 24. August 1930) war Fußballspieler in der Oberliga, der höchsten Fußballspielklasse des ostdeutschen Sportausschusses. Dort spielte er für die Betriebssportgemeinschaft (BSG) Motor Wismar.

## Sportliche Laufbahn
Anfang der 1950er Jahre war im Wismarer Fußball das Brüderpaar Ernst und Klaus Fick aktiv, Klaus war der um fünf Jahre Jüngere. Während Ernst Fick schon seit 1948 für die SG Wismar Süd spielte, kam sein Bruder Klaus erst 1951 im Alter von 21 Jahren in der Nachfolgegemeinschaft BSG Motor zum Einsatz. Es war die zweite Fußballsaison nach 1949/50, in der die Wismarer in der ostdeutschen Oberliga vertreten waren. In der über 36 Punktspiele verlaufenden Spielzeit 1951/52 kam Klaus Fick in 26 Begegnungen zwischen dem 5. und 36. Spieltag zum Einsatz. Seine Stammposition war auf der rechten Angriffsseite, und mit seinen acht Treffern wurde er drittbester Torschütze der Ostseestädter. Die BSG spielte von Beginn an nur um den Klassenerhalt, verspielte ihn aber mit 22 Niederlagen und musste am Saisonende in die zweitklassige DDR-Liga absteigen.
In der DDR-Ligasaison 1952/53 steigerte sich Klaus Fick zum uneingeschränkten Stammspieler in der Wismarer Mannschaft. Er bestritt alle 24 Punktspiele wieder als Rechtsaußenstürmer und war mit elf Toren erneut drittbester Schütze. Mit sechs Punkten Rückstand zum Staffelsieger Einheit Ost Leipzig verpasste die BSG Motor als Tabellenzweiter den Wiederaufstieg, sodass Klaus Fick ein weiteres Jahr in Wismar in der Zweitklassigkeit spielen sollte. 1953/54 wurde seine letzte Saison bei Motor Wismar, in der er nur noch die drei ersten Punktspiele mit der 1. Mannschaft bestritt. Das letzte Spiel war die Begegnung Motor Wismar – Chemie Glauchau (0:1) am 4. Oktober 1953. Zuvor hatte er in den beiden Spielen jeweils ein Tor erzielt.
In seinen drei Jahren bestritt Klaus Fick für die 1. Mannschaft der BSG Motor Wismar 53 Punktspiele, davon 26 in der Oberliga. Insgesamt erzielte er 21 Punktspieltore, acht in der Oberliga.

## Fußnote
1. ↑  laut http://www.ralman.de/fussball-fg48-49.htm, bei Baingo/Horn „Viek“ geschrieben